# Windsor-Stuhl

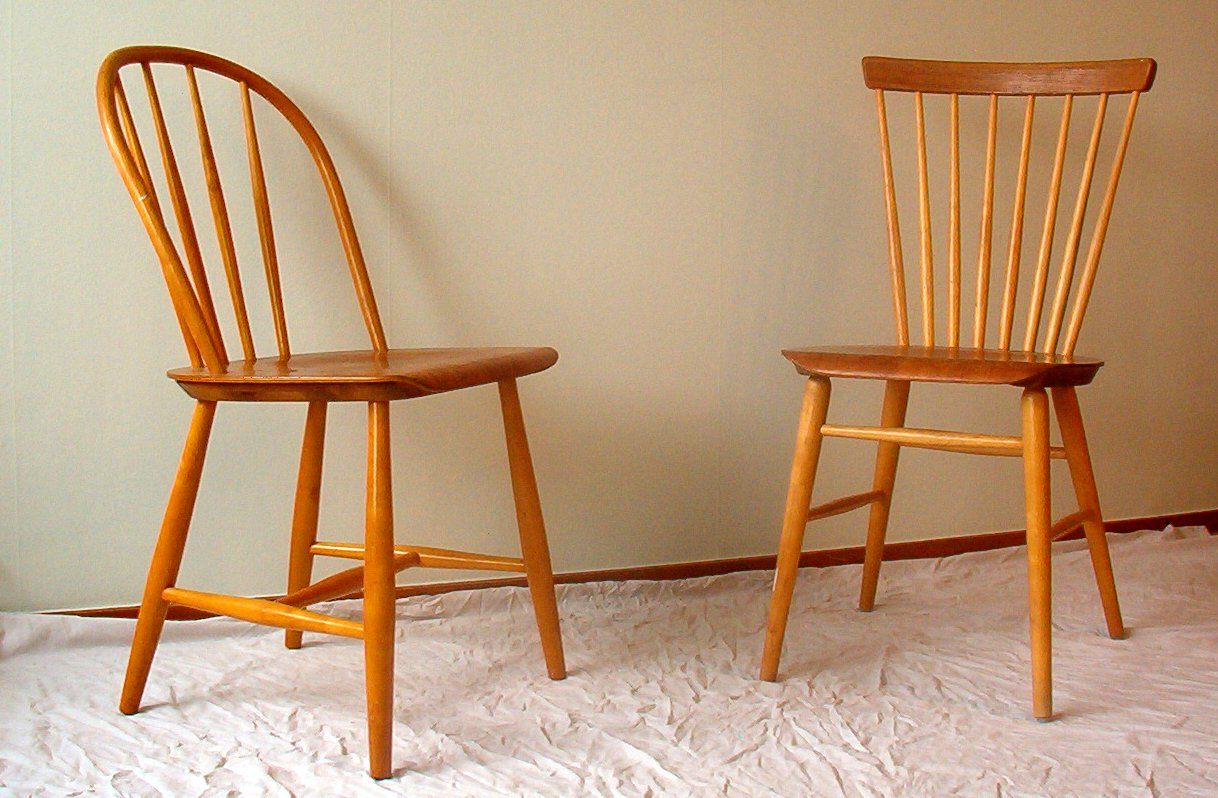
Schwedischer Windsor-Stuhl

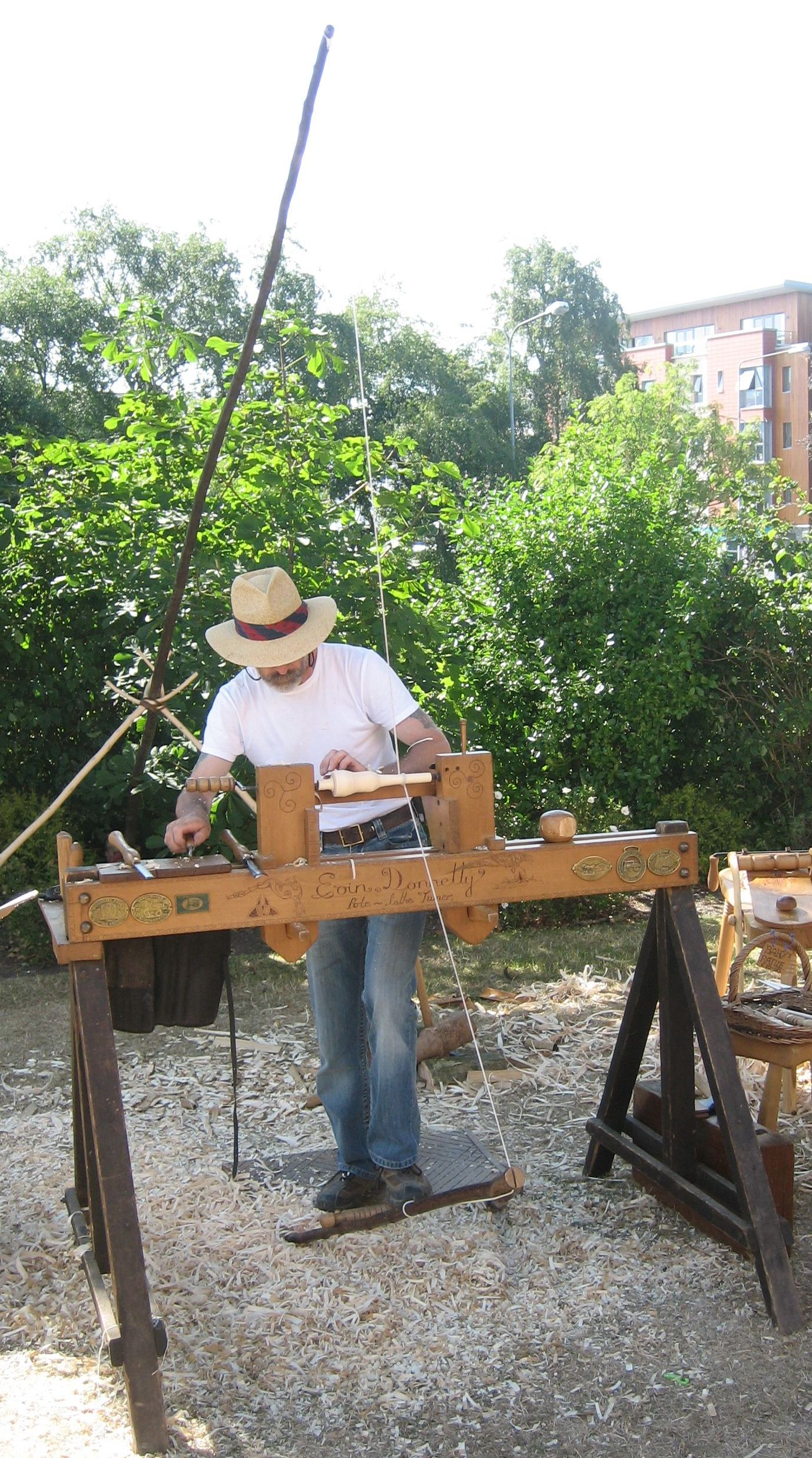
Wippendrehbank – Fußbetriebene Drehmaschinen waren für die Herstellung von Windsor-Stühlen wesentlich.

Der Windsor-Stuhl ist ein vor allem in Großbritannien und Nordamerika verbreiteter Stuhltyp. Er wurde im frühen 18. Jahrhundert in England entwickelt und wird bis heute produziert. Es handelt sich um einen sehr leichten Stuhl, der aus einer der menschlichen Körperform leicht angepassten Sitzfläche sowie gedrehten Stuhlbeinen und einer aus einzelnen, gleichfalls gedrehten Stäben gefertigten Rückenlehne besteht. Viele Windsor-Stühle haben außerdem Armlehnen.

## Merkmale
Der Windsor-Stuhl verdankt seine Popularität vor allem der geringen Holzmenge, die für seine Herstellung notwendig ist. Stuhlbeine und Rückenlehne können aus Ästen gedreht werden. Alternativ nutzte man früher dreieckige Holzstäbe, die aus Baumstämmen geschlagen wurden. Seine Herstellung ist verhältnismäßig einfach, so dass auch relativ Ungeübte in der Lage sind, diese Stühle herzustellen. Komplexe Verbindungen wie Schwalbenschwanzverbindung oder ähnliches, die eine größere handwerkliche Erfahrung voraussetzen, sind bei der Konstruktion des Stuhles nicht notwendig. Für den Zusammenbau des Stuhles werden lediglich Löcher in die Sitzfläche und die obere Rückenlehne sowie gegebenenfalls in die Armlehnen gebohrt. Seine Stabilität gewinnt er durch die schräg eingesetzten vier Stuhlbeine, die zusätzlich durch drei Querverbindungen verfestigt sind.
Das grundlegende Design wurde gerne auch als Schaukelstuhl-Variante aufgegriffen.

## Geschichte
Der Windsor-Stuhl entstand in der Nähe der englischen Stadt High Wycombe, seine Bezeichnung trägt er allerdings nach der Stadt Windsor. Windsor lag direkt an der Themse und damit ideal, um dort hergestellte Stühle nach London, dem Hauptabsatzmarkt, zu transportieren. Von London aus wurden die Stühle häufig weiterverkauft. Die Handelsrouten führten überwiegend mit Schiffen entlang der britischen Küste. Nach jetzigem Wissensstand wurden sie 1726 durch den Governor von Pennsylvania, Patrick Gordon, in Amerika eingeführt.
Der Windsor-Stuhl gehört zu den ersten massenproduzierten Möbeln. Seine Konstruktionsweise erlaubte es auch Handwerkern mit relativ kleinen Betrieben, Stuhlbeine und die Armlehnen auf Vorrat zu produzieren und ohne viel Platzaufwand zu lagern. Für die Herstellung war auch nur verhältnismäßig wenig Werkzeug notwendig. Der Hersteller benötigte Axt oder Säge, einen Bohrer, Hammer und einen Hobel. Für das Drehen der Stäbe und Stuhlbeine war eine Drehmaschine notwendig. Fußbetriebene Drehmaschinen wie eine Wippendrehbank existierten bereits seit dem 16. Jahrhundert. Für die Nutzer war ein solcher Windsor-Stuhl relativ preisgünstig in der Anschaffung. Ihre leichte Ausführung war außerdem ein wesentlicher Vorteil in einer Zeit, in der man Stühle traditionell eher entlang der Wände aufstellte und nur zu den Mahlzeiten an den Tisch stellte.

## Belege